# Pipice
Pipice je malá vesnice, část obce Záhoří v okrese Semily. Nachází se asi půl kilometru severozápadně od Záhoří.
Pipice leží v katastrálním území Záhoří u Semil o výměře 4,91 km².

## Historie
První písemná zmínka o vesnici pochází z roku 1456.

## Pamětihodnosti
- Socha sv. Jana Nepomuckého, při čp. 21 uprostřed vesnice (kulturní památka)[5]
- Kaple ve středu osady
- Stavby pojizerské lidové architektury